# Mizuno Open
Het Mizuno Open (ミズノオープン, Mizuno ōpun) is een golftoernooi in Japan. 

## Geschiedenis
Het werd in 1971 opgericht en maakt sinds 1979 deel uit van de Japan Golf Tour. 
Sinds 1998 krijgen de top-4 spelers nog niet gekwalificeerde spelers van het Mizuno Open een wildcard voor het Brits Open. Verder krijgt de Japanse Tour nog twee wildcards voor spelers die elders bij Japanse toernooien goede resultaten boeken. Dit heeft ertoe geleid dat het Mizuno Open de naam kreeg van Gateway to the Open (全英への道, Zen'ei eno michi).
In 2012 was het prijzengeld ¥110 000 000, waarvan ¥22 000 000 naar de winnaar ging.
Van 2007-2010 werd het Mizuno Open gecombineerd met het Yomiuri Open, die werd de naam Gateway to the Open Mizuno Open Yomiuri Classic gebruikt.

## Lijst van winnaars
| Jaar                                            | Baan                                                   | Winnaar                                  | Score       | Score       |
| Mizuno Open                                     | Mizuno Open                                            | Mizuno Open                              | Mizuno Open | Mizuno Open |
| ----------------------------------------------- | ------------------------------------------------------ | ---------------------------------------- | ----------- | ----------- |
| 1971                                            |                                                        | Makoto Yamaguchi                         |             |             |
| 1972                                            |                                                        | Kazuo Yoshikawa (*1946)                  |             |             |
| 1973                                            |                                                        | Shichiro Enomoto (*1942)                 |             |             |
| 1974                                            |                                                        | Shigeru Uchida                           |             |             |
| 1975                                            |                                                        | Shigeru Uchida                           |             |             |
| 1976                                            |                                                        | Masaji Kusakabe                          |             |             |
| 1977                                            |                                                        | Masaji Kusakabe                          |             |             |
| 1978                                            |                                                        | Akio Kanemoto                            |             |             |
| 1979                                            | Tokinodai Country Club in Ishikawa                     | Mitsuhiro Kitta                          | 272         | −16         |
| 1980                                            | Tokinodai Country Club in Ishikawa                     | Norio Suzuki                             | 266         | −20         |
| 1981                                            | Tokinodai Country Club in Ishikawa                     | Kikuo Arai                               | 274         | −12         |
| 1982                                            | Tokinodai Country Club in Ishikawa                     | Teruo Sugihara                           | 282         | −4          |
| 1983                                            | Tokinodai Country Club in Ishikawa                     | Eitaro Deguchi                           | 277         | −11         |
| 1984                                            | Perak                                                  | Kikuo Arai                               | 279         | −9          |
| 1985                                            | Tokinodai Country Club in Ishikawa                     | Tateo Ozaki en Katsunari Takahashi (tie) | 205         | −11         |
| 1986                                            | Tokinodai Country Club in Ishikawa                     | Tsuneyuki Nakajima                       | 239         | −13         |
| 1987                                            | Tokinodai Country Club in Ishikawa                     | David Ishii                              | 272         | −16         |
| 1988                                            | Tokinodai Country Club in Ishikawa                     | Yoshimi Niizeki po                       | 280         | −8          |
| 1989                                            | Tokinodai Country Club in Ishikawa                     | Akiyoshi Ohmachi                         | 283         | −5          |
| 1990                                            | Tokinodai Country Club in Ishikawa                     | Brian Jones                              | 272         | −16         |
| 1991                                            | Tokinodai Country Club in Ishikawa                     | Roger Mackay po                          | 207         | −9          |
| 1992                                            | Tokinodai Country Club in Ishikawa                     | Toru Nakamura                            | 282         | −6          |
| 1993                                            | Tokinodai Country Club in Ishikawa                     | Seiki Okuda                              | 280         | −8          |
| 1994                                            | Tokinodai Country Club in Ishikawa                     | Brian Watts po                           | 280         | −8          |
| 1995                                            | Tokinodai Country Club in Ishikawa                     | Brian Watts                              | 273         | −15         |
| 1996                                            | Tokinodai Country Club in Ishikawa                     | Yoshinori Kaneko                         | 270         | −18         |
| 1997                                            | Tokinodai Country Club in Ishikawa                     | Brian Watts                              | 278         | −10         |
| Gateway to the Open Mizuno Open                 |                                                        |                                          |             |             |
| 1998                                            | Setonaikai Golf Club in Okayama                        | Brandt Jobe                              | 275         | −13         |
| 1999                                            | Setonaikai Golf Club in Okayama                        | Eduardo Herrera                          | 274         | −14         |
| 2000                                            | Setonaikai Golf Club in Okayama                        | Yasuharu Imano                           | 274         | −14         |
| 2001                                            | Setonaikai Golf Club in Okayama                        | Hidemichi Tanaka                         | 272         | −16         |
| 2002                                            | Setonaikai Golf Club in Okayama                        | Dean Wilson                              | 277         | −11         |
| 2003                                            | Setonaikai Golf Club in Okayama                        | Todd Hamilton                            | 278         | −10         |
| 2004                                            | Setonaikai Golf Club in Okayama                        | Brendan Jones po                         | 274         | −14         |
| 2005                                            | Setonaikai Golf Club in Okayama                        | Chris Campbell po                        | 278         | −10         |
| 2006                                            | Setonaikai Golf Club in Okayama                        | SK Ho                                    | 274         | −14         |
| Gateway to the Open Mizuno Open Yomiuri Classic |                                                        |                                          |             |             |
| 2007                                            | Yomiuri Country Club in Nishinomiya, Hyōgo             | Dong-hwan Lee                            | 204         | −12         |
| 2008                                            | Yomiuri Country Club in Nishinomiya, Hyōgo (West baan) | Prayad Marksaeng                         | 269         | −15         |
| 2009                                            | Yomiuri Country Club in Nishinomiya, Hyōgo.            | Ryo Ishikawa                             | 275         | −13         |
| 2010                                            | Yomiuri Country Club in Nishinomiya, Hyōgo.            | Shunsuke Sonoda                          | 201         | −15         |
| Gateway to the Open Mizuno Open                 |                                                        |                                          |             |             |
| 2011                                            | Setonaikai Golf Club in Okayama                        | Jung-gon Hwang                           | 275         | −13         |
| 2012                                            | Setonaikai Golf Club in Okayama                        | Brad Kennedy                             | 271         | −17         |
| 2013                                            | Setonaikai Golf Club in Okayama                        | Brendan Jones                            | 269         | −19         |

- po = gewonnen na play-off
- In 1986 werd de laatste dag ingekort tot negen holes.

## Play-off
- 1988: Yoshimi Niizeki won van Seiichi Kanai;
- 1991: Roger Mackay won van Satoshi Higashi;
- 1994: Brian Watts won van Eduardo Herrera, Yoshinori Kaneko en Koichi Suzuki;
- 2004: Brendan Jones won van Hiroaki Iikima;
- 2005: Chris Campbell won van David Smail en Tadahiro Takayama.